# مارکرانشتد
شهر مارکرانشتد (به آلمانی: Markranstädt) در ایالت زاکسن در کشور آلمان واقع شده‌است.